# 佐藤会
佐藤会（さとうかい）は、秋田県秋田市に本拠を置いた暴力団、極東会の2次団体である。

## 略歴
- 昭和59年（1984年）第一次青森抗争
- 昭和62年（1987年）第二次青森抗争
- 平成元年（1989年）みちのく抗争
- 平成二年（1990年）佐藤会分裂抗争

## 最高幹部
- 総長：佐藤儀一（極東関口谷畑二代目）
- 佐藤分家
  - 会長：川村正夫
  - 総長代行：山口盛雄
  - 本部長：神藤京治
  - 藤森泰光
  - 竹田武雄
  - 井上晴三
  - 宮本誠一
  - 畠山昭一
- 佐藤一家
  - 富田興満
  - 中村和典
  - 斉藤文雄
  - 佐藤和男
  - 葛西一盛
  - 花田弘一
  - 今井勝也
  - 金田基一
  - 高橋憲治
  - 佐藤政光
  - 村山修
  - 田村正行
  - 貝塚昇司
  - 葛西強一
  - 対馬政人
  - 千葉多雅司
  - 木村義美
  - 西村勝